# Tibouchina mello-barretoi
Tibouchina mello-barretoi är en tvåhjärtbladig växtart som beskrevs av Alexander Curt Brade. Tibouchina mello-barretoi ingår i släktet Tibouchina och familjen Melastomataceae. Inga underarter finns listade i Catalogue of Life.